# Jaime Fernández Bernabé
Jaime Fernández Bernabé (Madrid, 4 giugno 1993) è un cestista spagnolo.

## Carriera
Cresciuto nelle giovanili del Club Baloncesto Estudiantes di Madrid, ha esordito in Liga ACB nel 2010. Nel suo palmarès figura il bronzo ai FIBA EuroBasket Under-20 2012.
Con la Spagna ha vinto i Campionati europei del 2022.

## Palmarès
- Coppa Intercontinentale: 1

Canarias: 2023